# Avira
Avira Operations GmbH & Co. KG — німецька багатонаціональна компанія з розробки програмного забезпечення в сфері комп'ютерної безпеки, яка в основному відома своєю антивірусною програмою Avira Free Security.
Avira була заснована в 2006 році, але антивірусна програма активно розроблялась з 1986 року компанією-попередником H + BEDV Datentechnik GmbH.
Станом на 2012 рік, програмне забезпечення Avira мало понад 100 мільйонів користувачів. У червні 2012 року Avira посіла шосте місце у звіті про частки на ринку антивірусів від OPSWAT.
Штаб-квартира Avira розташована поблизу Боденського озера в Тетнангі. Компанія також має офіси в США, Китаї, Румунії та Нідерландах.
NortonLifeLock придбав Avira у січні 2021 року у компанії Investcorp .

### Комплексні рішення
- Avira Phantom VPN: рішення віртуальної приватної мережі Avira для Android, iOS, macOS та Windows.
- Avira Prime: У квітні 2017 року Avira запустила продукт на основі підписки на декілька пристроїв, покликаний забезпечити повний набір усіх продуктів Avira, доступних на час дії ліцензії, а також преміальну підтримку.[8][9]

Avira Prime сумісна з операційними системами Windows, OSX, iOS та Android та доступна споживачам у версіях із підтримкою 5 та 25 пристроїв.

### Зняті з експлуатації платформи
Раніше Avira пропонувала безкоштовне антивірусне програмне забезпечення для Unix та Linux . Їх розробка була припинена в 2013 році, хоча оновлення випускалися до червня 2016 року.